# Lamentazione
La lamentazione o lamento è una forma musicale o poetica che esprime dolore, dispiacere o lutto. Molti dei poemi più antichi sono delle lamentazioni e fra le più famose si ricordano le Lamentazioni di Geremia tratte dal Libro delle Lamentazioni facente parte della Bibbia e più precisamente dell'Antico testamento. Lamentazioni sono anche contenute sia nell'Iliade che nell'Odissea di Omero, ma anche nel Veda Indù ed in alcuni testi antichi della Mesopotamia come i Lamenti di Ur o gli ebraici Tanakh.

## Forma musicale
In musica, una lamentazione è un pezzo costruito su di un basso ostinato. Esso ripete un tema di basso contenente una figura cromatica discendente (spesso dalla tonica alla dominante). Un buon esempio lo si può notare nel pezzo di Henry Purcell When I am laid in earth dall'opera Didone ed Enea.

## Tradizioni celtiche
Nella musica tradizionale scozzese, una lamentazione è anche una composizione suonata dalle cornamuse. Essa ha la forma di un tema con variazioni; inizia con un'aria lenta che viene suonata con abbellimenti e quindi la melodia ritorna in forma semplice nel finale. Tradizionalmente le lamentazioni erano composte per onorare un guerriero morto in battaglia e portavano il suo nome.